# カッシウェラウヌス
カッシウェラウヌス（Cassivellaunus, 生没年不詳）は、紀元前1世紀に実在したブリトン人の王で、紀元前54年の共和政ローマの将軍ガイウス・ユリウス・カエサルによる第二次ブリタンニア遠征への抵抗を指揮した。イギリスの伝説では、ジェフリー・オブ・モンマスの『ブリタニア列王史』にはブリタンニア王の1人カッシベラヌス（Cassibelanus）として、マビノギオンやウェールズのトライアドにはBeli Mawrの子カスワッラウン（Caswallawn）として登場している。

## 歴史
カッシウェラウヌスは歴史上名前のわかっているブリトン人の最初の1人である。カエサルの『ガリア戦記』の中で、カッシウェラウヌスはカエサルの第二次ブリタンニア遠征に対抗して結集したブリトン軍の指揮を任された。カエサルはカッシウェラウヌスの種族について言及していないが、その領土はタメシス川（現：テムズ川）の北とあり、これは後にカトゥウェッラウニ族（Catuvellauni）が定住した場所と一致する。

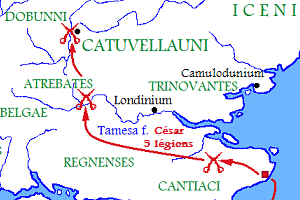
カエサルによる第二次ブリタンニア遠征の進軍路

カエサルによると、それ以前のカッシウェラウヌスは他のブリタンニアの種族と絶えることなく戦争を繰り返していたという。当時ブリタンニアで最も勢力のあったトリノヴァンテス族の王イニアヌウェティティウス（Inianuvetutus、イマヌエンティウスとも）を倒し、その息子マンドゥプラキウス（Mandubracius）がガリアにいたカエサルのところに逃げてきた。
カエサルの軍が食料調達に出たところをカッシウェラウヌスは攻撃したが、逆襲に遭った。カエサルたちがタメシス川を渡った後は、カッシウェラウヌスは大軍を解散させ、知り尽くした土地でチャリオット（戦車）を使ったゲリラ戦を仕掛けた。
ケニマグニ族、セゴンティアキ族（Segontiaci）、アンカリテス族（Ancalites）、ビブロキ族（Bibroci）、カッシ族（Cassi）の5部族がカエサルに降伏し、カッシウェラウヌスの本拠地を教えた（現在のホイートハムステッド （Wheathampstead）のデヴィルス・ダイク（Devil's Dyke）と言われる）。カエサルはそこを包囲して攻撃した。その間、カッシウェラウヌスはキンゲトリクス（Cingetorix）、カルウィリウス（Carvilius）、タクシマグルス（Taximagulus）、セゴウァクス（Segovax）という4人のカンティウム（現：ケント）地方の王たちに使者を送り、軍勢を結集して海岸にあるローマ軍の野営地を襲撃するよう伝えたが、ローマ軍はそれを撃退し、ルゴトリクス（Lugotorix）という族長を捕虜にした。この敗北と自分の領土が荒らされているのを知って、カッシウェラウヌスは降伏した。
調停にあたったのはカエサルと同盟を結ぶベルガエ系アトレバテス族の王コンミウスだった。人質と租税、さらにトリノヴァンテス族の王に復位したマンドゥプラキウスに対してカッシウェラウヌスが攻撃しないことで合意が得られた。それからカエサルは干魃による不作で動揺の起きたガリアに戻り、ガリア戦争の平定に努めた。以後97年間、ローマはブリタンニアに戻って来なかった。
ギリシャの著作家ポリュアエヌス（Polyaenus）はその著書『Stratagemata』の中で、カエサルが装甲した戦象を使ってカッシウェラウヌス軍が守備する川を渡ったという逸話を語っている。この突飛な主張はおそらく43年のローマのブリタンニア征服（Roman conquest of Britain）で皇帝クラウディウスが象をブリタンニアに連れて行ったことと混同しているものと思われる。

## 伝説

### 『ブリタニア列王史』

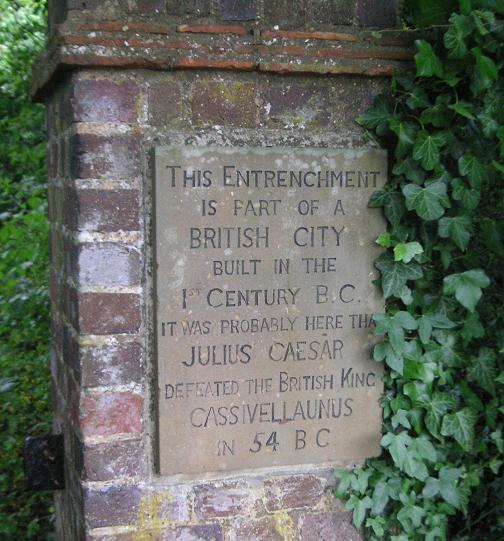
カッシウェラウヌスの本拠があったと推測されるデヴィルス・ダイク（Devil's Dyke）にある石碑。「カエサルがブリタンニアの王カッシウェッラウヌスを破った」との内容。

カッシウェラウヌスはジェフリー・オブ・モンマスの『ブリタニア列王史』に登場する。ただしスペルは「Cassibelanus（カッシベラヌス）」（またはCassibelaunus（カッシベラウヌス）」）となっている。カッシベラヌスはヘリ王（Heli）の子で、兄のルッド王の死後、ブリタニア王になる。ルッドにはアンドロゲウス（『ガリア戦記』に出てくる実在のトリノヴァンテス族の王マンドゥブラキウス）とテンウァンティウス（Tenvantius、実在のカトゥウェッラウニ族の王タスキオウァヌス（Tasciovanus））という2人の息子がいたが、2人とも年が若かった。アンドロゲウスはケント公・トリノヴァントゥム（Trinovantum、現ロンドン）公に、テンアンティウスはコーンウォール公になる。
ガリア征服後、ユリウス・カエサルはブリタニアにやって来て、カッシベラヌスに服従するよう手紙を送る。カッシベラヌスは、ブリトン人とローマ人は同じトロイの末裔（トロイのブルータス参照）だと主張し、それを拒否する。カエサルはテムズ川の入り江を侵略し、戦闘が始まる。カッシベラヌスの兄弟ネンニウス（Nennius）がカエサルとあいまみえる。カエサルの剣がネンニウスの楯から抜けなくなる。ネンニウスは自分の剣を捨て、カエサルの剣でローマ兵を多数殺害する。殺された中にはトリブヌス・ミリトゥムのラビエヌス（Labienus）もいた。カエサルはガリアに敗退する。カッシベラヌスは勝利を喜びたいが、ネンニウスの死で複雑な思いである。ネンニウスを埋葬する時、クロケア・モルスという名称のカエサルの剣も一緒に埋められた。
2年後、カエサルはさらなる大軍を率いて侵略してくる。事前にそれを察知したカッシベラヌスは、カエサルの船隊を破壊しようとテムズ川の喫水線の下に杭を植え込む。作戦は成功し、数千のローマ兵が溺死する。ローマ軍は再び敗走する。
ブリトン人指導者たちはトリノヴァントゥムに集まり、自分たちを勝利に導いた神々に感謝を捧げ、多くの動物を生贄にし、スポーツ競技を催す。レスリングの試合の時、カッシベラヌスの甥ヒレルグラスがアンドロゲウスの甥クエリヌスに殺される。カッシベラウヌスは裁判のため、アンドロゲウスにクエリヌスを引き渡すよう命じるが、アンドロゲウスは裁判は自分のトリノヴァントゥムの宮廷で行うと拒否する。カッシベラヌスが戦争をちらつかせると、アンドロゲウスはカエサルに助けを求める。
カエサルはルトピエ港（Rutupiæ、現リッチボロー Richborough）に上陸し、3度目の侵略を始める。カッシベラヌスの軍がカエサルの軍とぶつかった時、アンドロゲウスが背後から5,000の兵力で攻撃を仕掛ける。戦列が乱され、カッシベラヌスは近くの丘の頂上に逃げ、2日間の包囲の後、カッシベラヌスは銀3,000リブラを支払うことに同意し、和睦する。
6年後、カッシベラヌスは亡くなり、ヨークに埋葬される。アンドロゲウスはカエサルとローマに行き、ブリタニア王はテンアンティウスが継承する。

### ウェールズ文学
カッシウェラウヌスは『ウェールズのトライアド』、『マピノギオン』、それにジェフリー『ブリタニア列王史』のウェールズ語版の中で、Beli Mawrの子カスワッラウン（Caswallawn）として登場する。
「マビノギ四枝」第二枝（スィールの娘）では、カスワッラウンは正統な王「祝福されたブラン（Bran the Blessed）」がアイルランドで戦っている隙に、ブリタニアの王位を奪う簒奪者である。姿を見えなくする魔法の衣を使って、カスワッラウンはブランが自分の代理に残していた7人の家令を殺す。一方、8人目であるブランの子カラドッグ・アプ・ブラン（Caradog ap Bran）は（誰も持っていない）剣が部下たちを殺していくのを見て、混乱して死ぬ。
「マピノギ四枝」第三枝（スィールの息子）では、ブランの家来たちは戦いを回避するため、カスワッラウンに服従を申し出る。
銀の腕のスィッズ（Lludd Llaw Eraint。ジェフリーの本ではルッド王）とスェヴェリス（Llefelys）兄弟を描いた「スィッズとスェヴェリス（Cyfranc Lludd a Llefelys）」の中にもカスワッラウンは言及されている。
『ウェールズのトライアド』でもカスワッラウンはさかんに言及されている。トライアド（3題詩）51は、ジェフリーが物語ったように、カスワッラウンとAfarwy（マンドゥブラキウス/アンドロゲウス）の争いが歌われている。一方、トライアド95は『マピノギオン』で語られたのと同じ、ブランの子カラドッグの死についての詩である。しかし、他のトライアド（35、36、38、59、67、71）はローマのものからも、現存する中世のものからも引いていない、独自のカスワッラウン伝説である。トライアド38は「3つの贈られた馬」の3題詩だが、その1つが「Meinlas（スレンダーなグレイ）」という名前のカスワッラウンの馬である。トライアド59はそれを繰り返していて、「3つの不運な助言」の1つが、Meinlasと交換にブリテン島に上陸することを許した決定である。トライアド35では、カスワッラウンが21,000人の部下を引き連れてカエサルを追跡するが、そのまま戻ってこなかったと歌っている 。
トライアド67と71はカスワッラウンを美しい「Fflur」をカエサルと争った偉大な恋人として描いている。恋人を求めてローマに旅するくだりはブリテン島の「3つの黄金の靴屋」の1つである。文脈から推測するに、カスワッラウンは靴屋に変装したのだろう。ウェールズ出身で18世紀の古代文学の研究家であったヨロ・モルガヌグが編纂したトライアドには、この伝説の拡張版がある。カスワッラウンはガリアでカエサルからFflurを誘拐するが、この時6000人のローマ兵を殺し、その報復にカエサルはブリテン島を侵略する。ヨロのトライアドは偽作の疑いが強いが、12世紀の詩人Cynddelw Brydydd MawrはFflurの話の中に、カエサルのFflurへの愛は値段が高くついたといういくつかのヴァージョンを知っていた。
ウェールズの学者レイチェル・ブロムウィッチ（Rachel Bromwich）は、トライアドの中のカスワラウンへの断片的なほのめかしは、失われたキャラクターの物語に関するものかも知れないと示唆している。それは王の冒険に関するロマンスの形式で書かれていたかも知れないが、古い文献によって大きな影響を受けることはなかったのだろう。